# Compagnie du chemin de fer Saignelégier – La Chaux-de-Fonds
La Compagnie du chemin de fer Saignelégier – La Chaux-de-Fonds (SC) est une entreprise ferroviaire créée en 1890 pour la concession de la ligne ferroviaire de Saignelégier à La Chaux-de-Fonds. En absorbant d'autres chemins de fer, elle disparaît en 1944 lors d'une fusion avec la Compagnie du chemin de fer Porrentruy – Bonfol, la Compagnie du chemin de fer Saignelégier – Glovelier et le Chemin de fer Tavannes – Le Noirmont pour laisser place aux Chemins de fer du Jura.

## Histoire
Création le 20 septembre 1890 ; Inauguration de la ligne de chemin de fer Saignelégier – La Chaux-de-Fonds le 7 décembre 1892 ; Disparition le 1er janvier 1944.